# Wolfpriset
Wolfpriset är ett vetenskaps- och konstpris som har delats ut årligen sedan 1978 till vetenskapsmän och konstnärer för "achievements in the interest of mankind and friendly relations among peoples ... irrespective of nationality, race, colour, religion, sex or political views."
Priset delas ut i Israel av The Wolf Foundation, som grundades av Ricardo Wolf, tyskfödd uppfinnare och tidigare Kubas ambassadör i Israel. Priset delas ut i sex kategorier: 
- Wolfpriset i jordbruksvetenskap
- Wolfpriset i kemi
- Wolfpriset i matematik
- Wolfpriset i medicin
- Wolfpriset i fysik
- Wolfpriset i konst, som alternerar mellan arkitektur, musik, måleri och skulptur.

Varje pris består av ett diplom och 100 000 US-dollar.